# François Simiand
François Joseph Charles Simiand (18 de abril de 1873 -  Saint-Raphaël, 13 de abril de 1935) foi um sociólogo e economista francês mais conhecido como participante da revista Année Sociologique. Como membro da Escola Histórica Francesa de Economia, Simiand predicou uma rigorosa base factual e estatística para modelos e políticas teóricas. Sua contribuição para a ciência social francesa foi reconhecida em 1931, quando, aos 58 anos, ele foi eleito para o corpo docente do Collège de France e aceitou a cátedra na história do trabalho.
A carreira de Simiand era incomum. Como muitos destinados a se tornarem acadêmicos influentes na França, ele ingressou na École Normale Supérieure e formou-se em filosofia no topo de sua turma em 1896. No entanto, rapidamente se interessou por direito e economia e apresentou uma tese sobre os salários dos mineiros de carvão em França (1904) para a faculdade de direito, em vez de se tornar um acadêmico. Como resultado, ele excluiu para sempre a possibilidade de uma nomeação universitária proeminente. Assim, em 1901, ele se tornou o bibliotecário dos Ministérios do Comércio e do Trabalho da França, cargo que ocupou até a eclosão da Primeira Guerra Mundial. A partir de 1910 também lecionou História Econômica na École Pratique des Hautes Etudes, instituição que não exigia doutorado de seus professores.
No final do século XIX, Simiand entrou para o conselho editorial do Année Sociologique. Ele se tornou um membro central do grupo como editor da seção de sociologia econômica e serviu como seu especialista em estatística. Ao mesmo tempo, como alguém que se afastou da política dos acadêmicos franceses, ele estava afastado institucionalmente das ambições de Émile Durkheim de transformar a universidade francesa.
Simiand avançou ainda mais no aparato administrativo do Estado francês durante a Primeira Guerra Mundial, quando deixou sua posição de bibliotecário para trabalhar no Ministério de Armamentos, onde desempenhou um papel proeminente na elaboração de políticas. Após a guerra, ele serviu por um ano como Diretor do Trabalho para a província da Alsácia-Lorena. Além disso, ele assumiu uma posição mais permanente como professor no Conservatório Nacional de Artes e Ofícios.
Estudante de Henri Bergson e Émile Durkheim, Simiand apresentou uma visão da economia como uma ciência social fundamentada em fenômenos observáveis, em vez de suposições convenientes. Isso implicaria um grande programa de pesquisa histórica e estatística. Joseph Schumpeter, que negou a existência de uma escola histórica francesa ou italiana, apesar da corrente histórica evidente em sua economia, reconheceu a importância das contribuições de Simiand. Na visão de Schumpeter, Simiand deveria ser considerado um institucionalista francês.
As visões de Simiand sobre o âmbito e o método, que aparecem em La Méthode positive en science économique (1911), foram aplicadas em seus estudos sobre salários reais, dinheiro e ciclos econômicos longos. Eles foram aplicados na crítica do trabalho de economistas contemporâneos também.